# Fontaine de la Barcaccia
Pour les articles homonymes, voir Fontaine et Barque (homonymie).
La fontaine de la Barcaccia (fontana della Barcaccia, fontaine de la barque, en italien) est une fontaine romaine monumentale, chef-d'œuvre baroque de 1629 des sculpteurs italiens Pietro Bernini et Gian Lorenzo Bernini (Le Bernin) (père et fils), du centre de la place d'Espagne (piazza di Spagna), au pied de l'escalier de la Trinité-des-Monts du XVIIIe siècle, du centre historique de Rome en Italie.  
Sculpture allégorique en forme de barque semi-naufragée dans un bassin, prenant l'eau de toute part, en mémoire de la terrible catastrophe naturelle-inondation record du Tibre de Noël du 24 décembre 1598.

## Historique
La « fontaine Barcaccia » est un chef-d'œuvre de sculpture baroque italienne, commandé en 1629 par le pape Urbain VIII aux  sculpteurs italiens Pietro Bernini et Gian Lorenzo Bernini (Le Bernin) (père et fils). Durant l'inondation-déluge historique du Tibre de Noël du 24 décembre 1598, les Romains et le Pape en personne, de l'époque, Clément VIII, étaient obligés de traverser entre autres cette place dans des barques, du fait de la hauteur d'eau due à la crue.

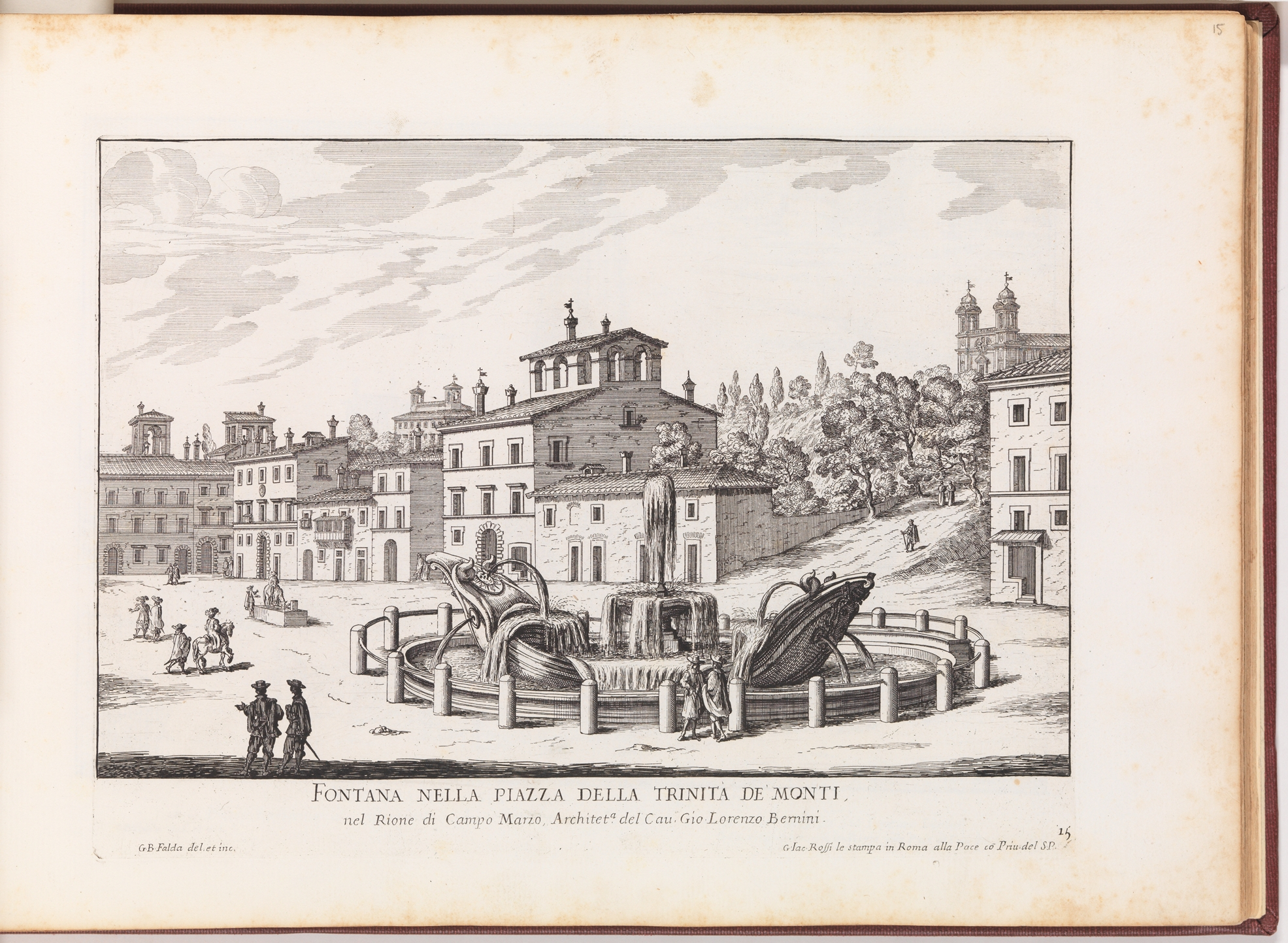
Au XVIIe siècle.
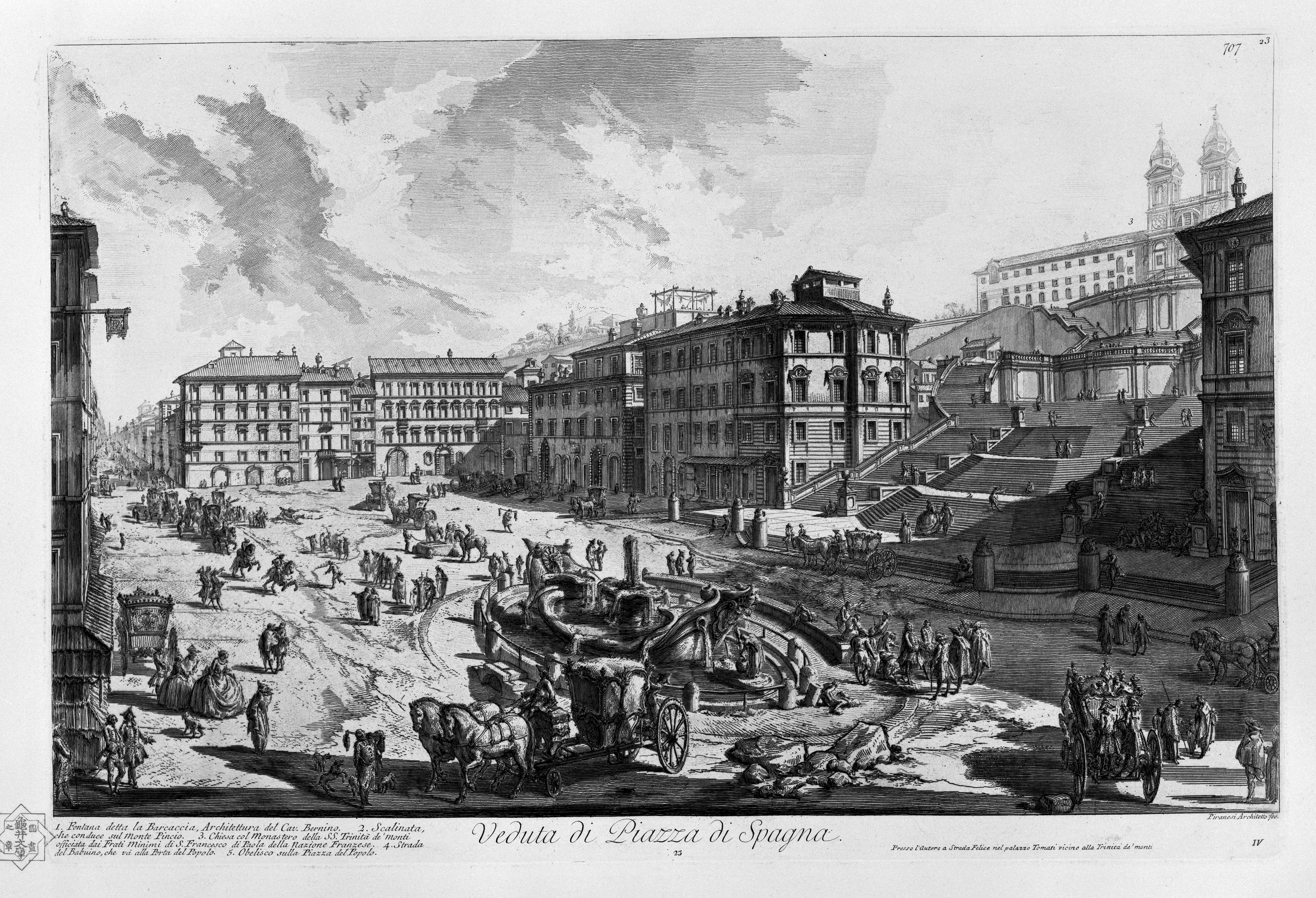
Au XVIIIe siècle.
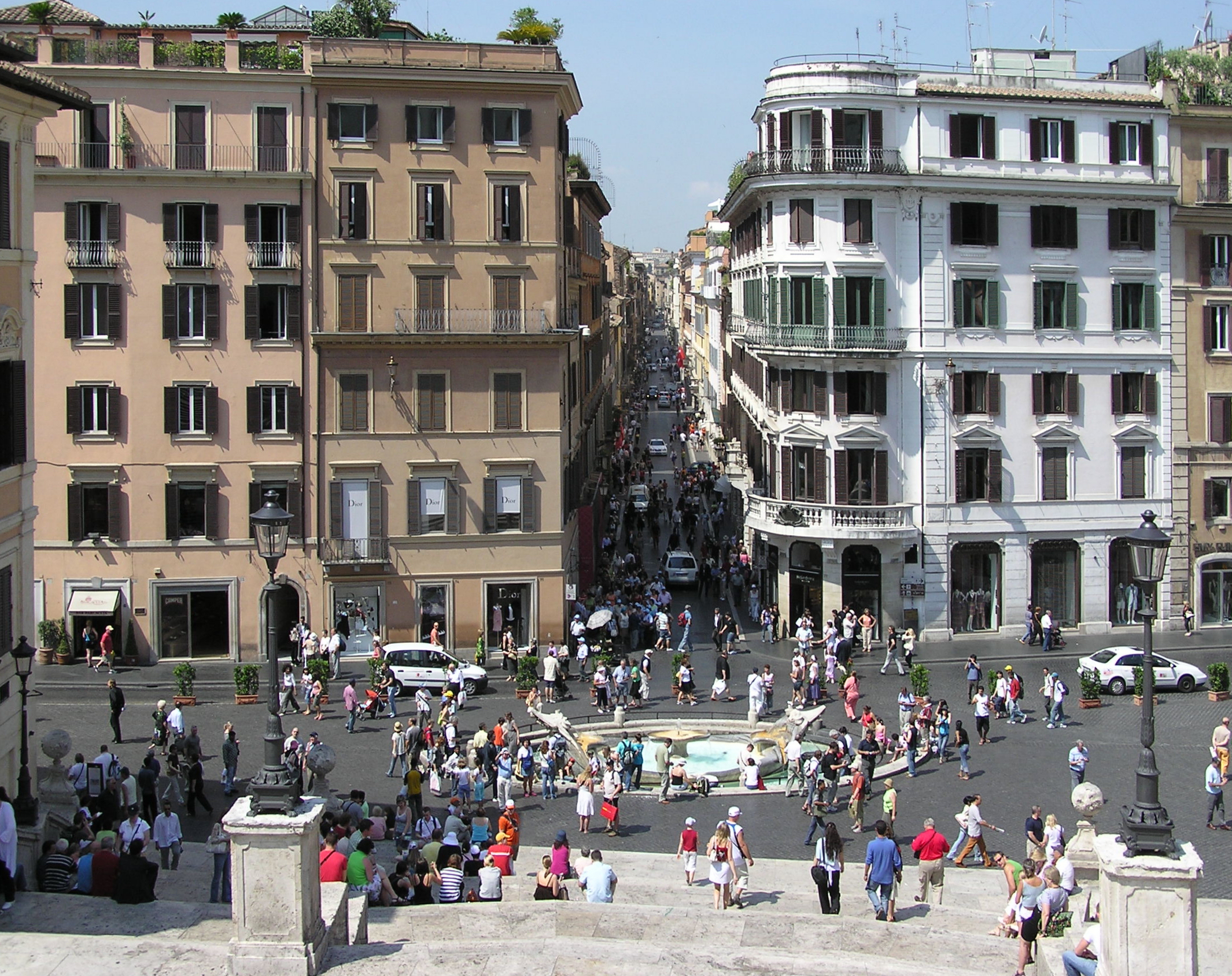
Place d'Espagne et via Condotti.

Cette fontaine en travertin (dont la proue et la poupe sont symétriquement identiques) est remplie d'une eau bleu turquoise très claire de l'aqueduc de l'Aqua Virgo (du réseau d'alimentation en eau potable de Rome, qui passe sous la place). La barque est figurée comme prenant l'eau de toute part (précisément par sept points, symbole des sept crues historiques les plus destructrices du Tibre,). 

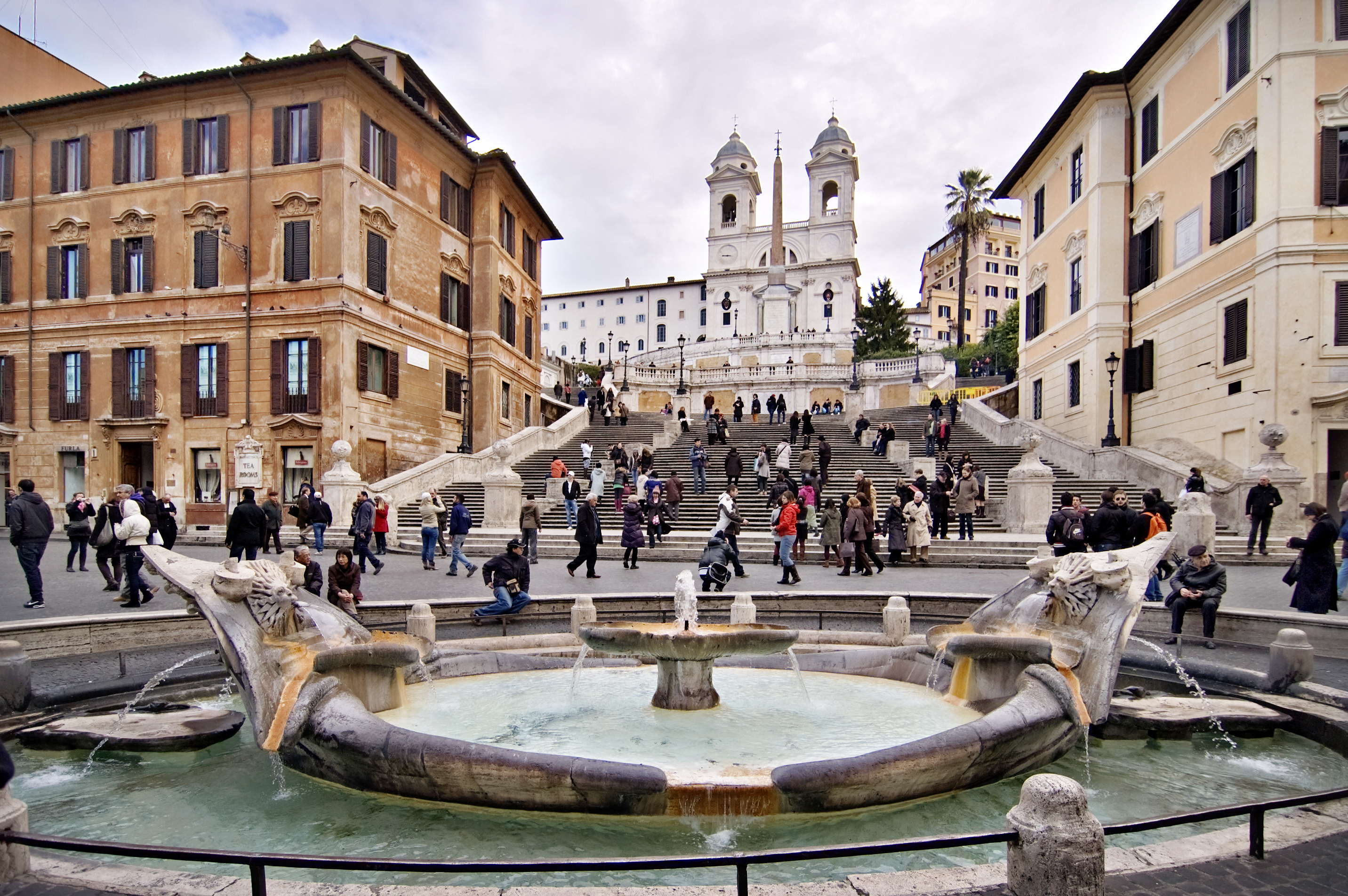
Église de la Trinité-des-Monts et escalier de la Trinité-des-Monts.
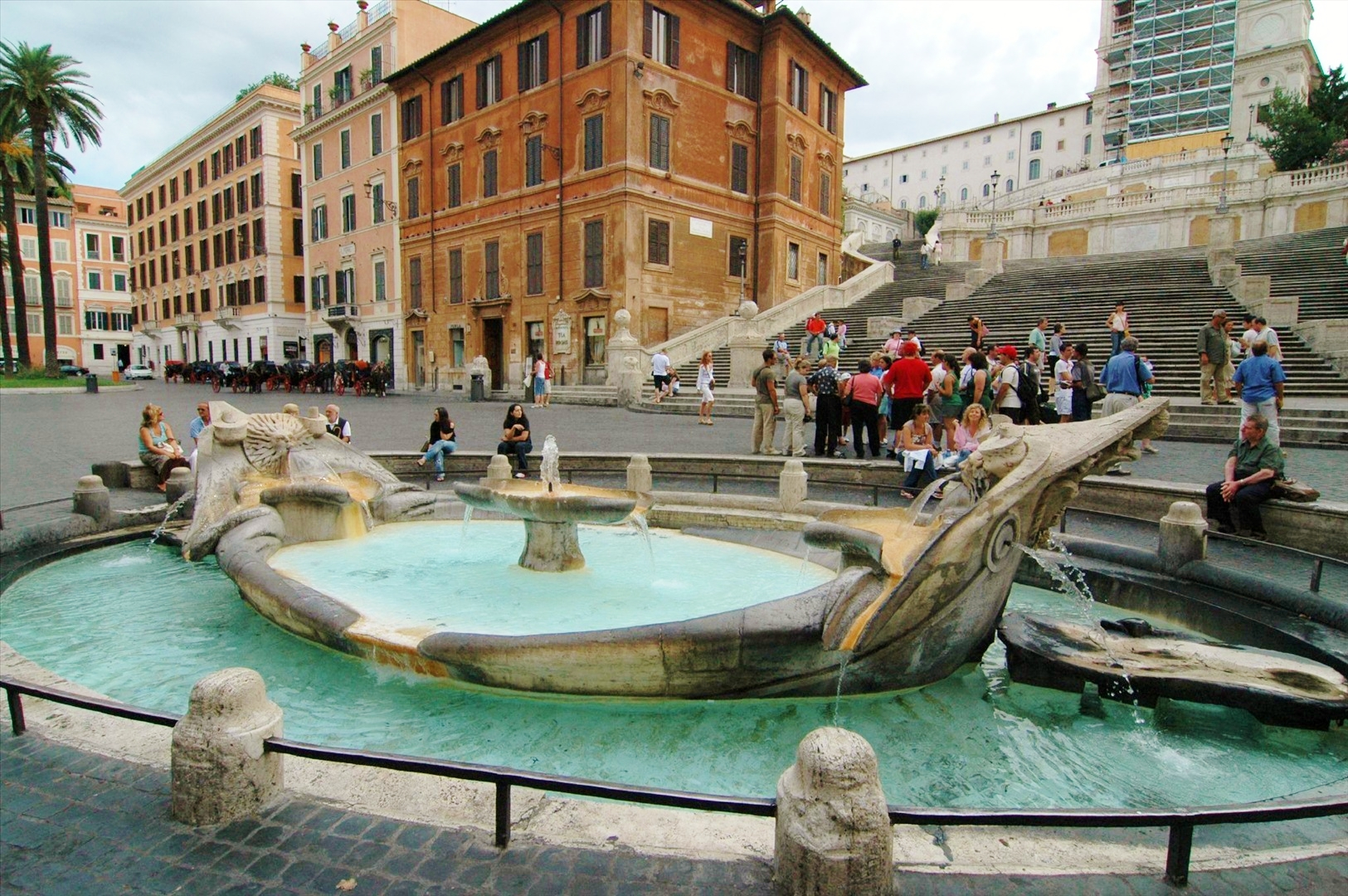
Escalier de la Trinité-des-Monts.
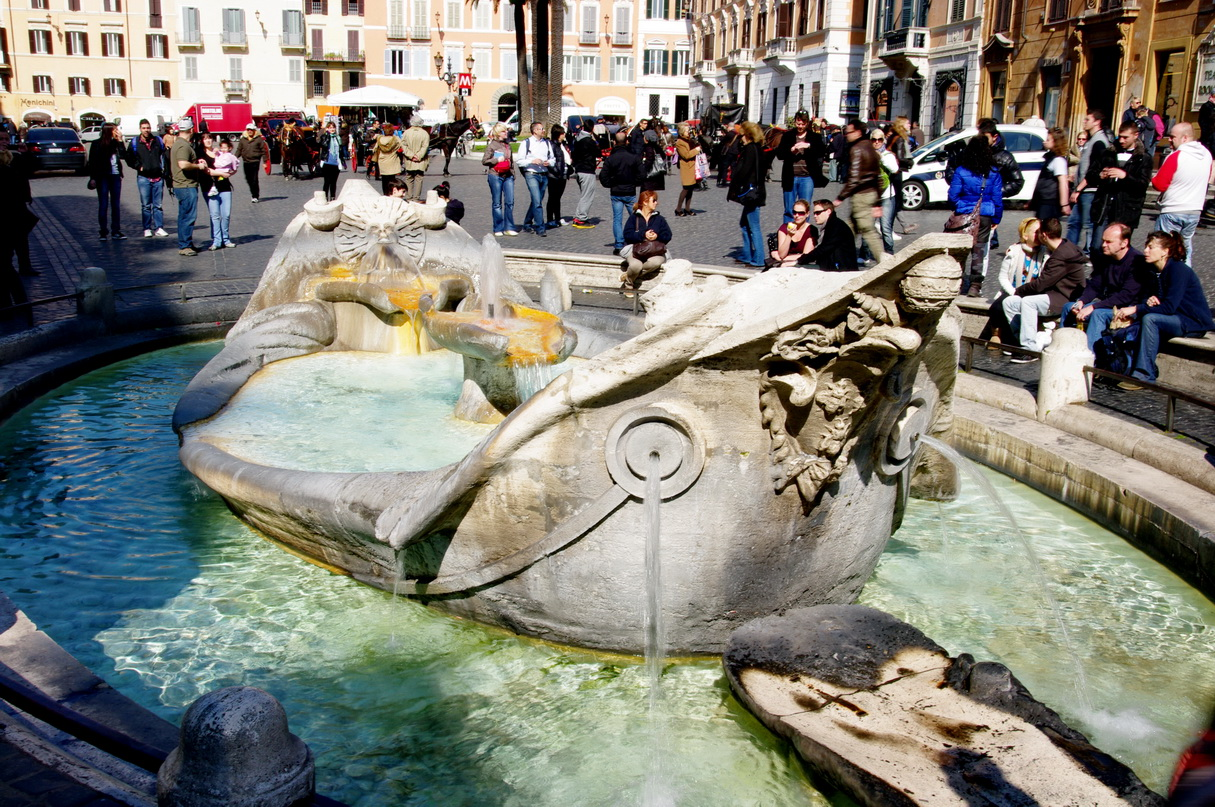
Blason de proue du pape Urbain VIII.

Elle est ornée à ses extrémités du blason et symboles héraldiques (tiare pontificale, soleil, abeilles) du pape Urbain VIII (de la famille Barberini, originaire de Florence). Cette fontaine de Rome, fontaine à vœux, est toujours parsemée de pièces de monnaie qu'y jettent les Romains, mais aujourd'hui surtout les touristes du monde entier.

## Aspect technique
Alimentée par l'aqueduc de l'Aqua Virgo, la fontaine est placée dans une fosse au ras du sol semi-enterrée en raison d'un problème de pression d'eau naturelle insuffisante pour l'alimenter à l'époque de sa construction au XVIIe siècle.

## Anecdote
Elle est gravement vandalisée, entre autres, le 19 février 2015 par des supporteurs hooligans du club de football néerlandais Feyenoord Rotterdam, à l'occasion d'un match de Ligue Europa 2014-2015 contre l'AS Roma, mais elle fut très vite remise en son état habituel.

## curiosité
Giò Stajano dans les années 50 avec Novella Parigini et l'un de ses modèles, à partir d'une idée du film de Federico Fellini, ils ont pris un bain dans la Fontana della Barcaccia à Rome. 